# Completo (canção)
"Completo" é uma canção da cantora brasileira Ivete Sangalo lançada em 4 de janeiro de 2007 para download digital e utilizada como tema da campanha publicitária do banco Bradesco. A música foi incluída como faixa bônus no álbum Multishow Ao Vivo: Ivete no Maracanã, já que é uma versão em estúdio.

## Versão Dueto
A canção foi regravada de novo por Sangalo e por sua irmã Mônica de San Galo para o seu novo álbum lançado em Junho de 2009 intitulado Pode Entrar. A versão de 2009 só é acrescentado o vocal de Mônica, não mudando o ritmo da canção.

## Campanha do Bradesco
Para divulgar a campanha de verão dos Cartões Bradesco, a MatosGrey criou para as rádios o "Momento Ivete", em que a cantora Ivete Sangalo interpreta seu mais novo sucesso, "Completo", canção que traz no título o conceito do Bradesco.
O Momento Ivete, veiculou dezenas de emissoras de rádio nas praças de São Paulo, Florianópolis, Rio de Janeiro, Salvador, Recife, Natal e Fortaleza, onde o usuário podia baixar, sem custo, a música “Completo” direto no computador.
O single digital da música atingiu a posição número #1, sendo muito bem comercializada pelo Bradesco.

## Recepção
O Blog do Miguel Arcanjo recebeu positivamente a versão dueto da canção e disse que "Sangalo canta em dueto com a irmã mais velha, Mônica San Galo. A voz de Ivete fica suave diante da potência do grave da irmã. A faixa é o momento família do disco. A música lembra aquelas canções de formatura na escola".